# Jelgooji
 (février 2018).
Le Jelgooji était la province la plus orientale de l'empire du Macina, la Diina, et était située dans le nord de l'actuel Burkina Faso, au voisinage du royaume mossi du Yatenga.
Il était peuplé de Peuls qui avaient émigré du Macina et du Kunaari aux XVIIe et XVIIIe siècles à la suite de famines ou de querelles dynastiques.

## Organisation politique de l'émirat du Jelgooji
Après la conquête du Liptako et du Jelgooji, nous avons des lignages détenteurs du pouvoir central : les Ferobè pour l'émirat du Liptako et les Delgobè pour le Jelgooji.
À la vacance de pouvoir, tout Ferobè dont le père ou le grand-père a déjà été émir peut prétendre au pouvoir. Il y a ici à l’instar des Mossi un collège électoral constitué par les anciens (les Toorobè). Ils choisissent l’élu en fonction de son assise sociale et de son poids économique. Pour ce faire une enquête de moralité est menée auprès de toute la société. Une fois élu, le choix doit être légitimé par l’émir de Sokoto (le plus grand émirat).

## Organisation sociale
Depuis l’implantation des émirats on a dans le nord plusieurs catégories sociales : la noblesse : les Jelgoobè dans le Jelgooji (capitale : Djibo) et les Ferobè dans le Liptako.
Lors de leur accession au pouvoir, les émirs reçoivent des biens, des dons (bétails), une partie du butin des razzias et le reste est attribué aux autres aristocrates. Une partie revenait aussi au chef religieux de Dori. L’émir prélève aussi la zakat sur les récoltes. À tout cela s’ajoutent les multiples dons des commerçants de la contrée aux souverains.
Les autres Peuls ont été exclus du pouvoir (les Talkaabè), ils sont des bergers.
Certains de ces Peuls sont devenus des agriculteurs.
Les esclaves ont plusieurs origines : les populations sédentaires rendues esclaves après les conquêtes, les esclaves des contrées voisines, ceux achetés des mains des commerçants mobiles venus souvent de loin (Gourounsi, Bella…).
Le groupe des castés comme les artisans, les griots, les forgerons (laobè).